# De Vier Winden (Vragender)
De Vier Winden is een korenmolen in Vragender in de provincie Gelderland.
Rond 1860 werd op de huidige locatie van de molen een grondzeiler gebouwd en die in 1958 in opdracht van molenaarsfamilie Gunnewick door de huidige stellingmolen werd vervangen. De molen werd opgebouwd door de bekende molenmaker J.D. Medendorp uit Zuidlaren. Hiervoor werden onderdelen van enkele gesloopte molens gebruikt. Opvallend is dat deze molen in tegenstelling tot de meeste achtkante stellingmolens een zeer forse vierkante onderbouw heeft. De molen is geheel ingericht op een professioneel maalbedrijf en werkt nog steeds als zodanig. Naar alle waarschijnlijkheid is De Vier Winden de laatste molen in Nederland die uit economische motieven gebouwd is.
De molen is uitgerust met drie koppel maalstenen (waarvan één op windkracht en twee op een elektromotor en heeft daarnaast de nodige apparatuur voor het verwerken van meelproducten. De roeden van het wiekenkruis hebben een lengte van 24 meter. De buitenroede heeft Van Busselstroomlijnneuzen met zeilen. De binnenroede is uitgerust met het systeem Ten Have in combinatie met Van Busselstroomlijnneuzen.